# Fondazione per la preservazione della tradizione mahayana
La Fondazione per la preservazione della tradizione mahayana è una fondazione religiosa e culturale.

## Descrizione
La FPMT (Foundation for the Preservation of the Mahayana Tradition) - in italiano Fondazione per la Preservazione della Tradizione Mahayana - è un organismo internazionale costituito nel 1975 da due insigni maestri spirituali tibetani, Lama Yeshe e Lama Zopa Rinpoche, per coordinare e valorizzare le attività dei centri che si stavano formando spontaneamente in Occidente allo scopo di rendere accessibile al pubblico il Buddismo Mahāyāna come veniva insegnato e praticato in Tibet, prima che la Cina imponesse restrizioni alla libertà religiosa.  
Questo network di enti di ispirazione buddhista, paragonato dai discepoli dei due Lama per la sua complessità a un Maṇḍala, è oggi un organismo internazionale comprendente centocinquantasei enti in trentasei Paesi del mondo, indipendenti dal punto di vista giuridico ed economico ma collegati dal forte rapporto spirituale che i promotori e i frequentatori dei centri hanno con i Lama fondatori: si tratta di centri di studio, monasteri, centri di ritiro, case editrici e numerose attività sociali: hospices per malati terminali, scuole, mense gratuite, centri medici, gruppi di sostegno spirituale ai carcerati, un centro specializzato nella cura della lebbra e della tubercolosi.
Alcune di queste attività umanitarie, come ad esempio il Cittamani Hospice in Australia e Adozioni in Tibet in Italia, hanno una struttura giuridica, organizzativa ed economica propria, altre invece sono dipartimenti di un centro maggiore.
Dalla morte di Lama Yeshe il direttore spirituale dell'istituzione è Lama Zopa Rinpoche.
In Italia la FPMT è rappresentata dalla FPMT Italia, fondazione riconosciuta con Decreto del Presidente della Repubblica (DPR) il 20/7/99.